# Norrholmens naturreservat
Norrholmens naturreservat är ett naturreservat i Värmdö kommun i Stockholms län.
Området är naturskyddat sedan 1973 och är 9,2 hektar stort. Reservatet omfattar mellersta delen av ön Norrholmen. Reservatet består mest av tallskog och hällmarker.